# Tomas Plazter
Tomas Plazter est un sportif allemand pratiquant le bobsleigh.

## Palmarès

### Championnats monde
- Médaille d'argent en bob à 4 en 2000.